# Google Voice
Google Voice是由Google推出的VOIP服务，能够将个人所用的众多电话号码集中成为一个号码，同时提供许多加值服务，它在美国、加拿大和波多黎各地区提供免费的语音通话和短信服务。该服务由Google于2009年3月11日收购GrandCentral后推出，并且从2009年6月开始邀请一些志愿者参与实验。

## 简介
Google Voice服务就是以一个Google提供给你的免费电话号码，或是自己付费轉移的号码，来整合用户生活当中所有会接触到的电话，如家居、办公室、手机等，換句話說就相當於公司裡的總機小姐。Google在官方网站上提供了短片说明：“当有人打电话给你，而且他们不必考虑该打家里的号码、办公室的号码，还是手机。而拥有Google号码的你，可以决定哪部电话该响。”你打電話到Google Voice的電話號碼，全部的機器都會響，你可以選擇用哪個接聽。
目前Google Voice应用程序可以显示中文，也可以发送中文簡訊，但中文簡訊的正確顯示视電信公司以及手机是否支持而定。
2009年11月后，Google Voice可以支持自身的手机号码为Google Voice号，而Google则分配一个区号为916的号码作为Voice Mail的号码，这种模式的Google Voice是没有短信功能的。
最初，Google Voice可向世界各地免费发送簡訊，但2010年6月初，Google Voice只能向美國手機發送免費簡訊，停止了国际簡訊发送功能，即使向Google Voice付費也是一樣。

最初，Google Voice也可以通过Google环聊进行通话，无需使用系统内置的通话功能，也不需要美国或加拿大的手机卡，只需要网络就可以进行通话，因此受部分中国大陆网友的喜爱。

## 功能
除了整合多只电话号码的功能之外，Google Voice也提供一般电话的功能，如来电显示、阻挡来电、电话留言语音、多方通话等；并且提供一个整合的留言信箱，将使用者所有电话的留言汇集到同一个信箱当中，方便查询。Google Voice也能将用户的留言转成声音档案，发到用户的电子邮件信箱当中，甚至将留言编写成文字，传到电脑。
使用Google Voice服务可以免费拨打美国、加拿大和波多黎各境内的任何电话，而國際電話（非北美地區）的费用也比傳統電話便宜，比如拨打中国大陆的價格为2美分/分钟，香港的價格为3美分/分钟，台灣固定电話：2美分/分鐘、手機：8或者9美分/分鐘。由于Google Voice展现出强大的整合功能，所以许多科技分析家都认为，它将给传统电话公司如AT&T、威訊通訊等公司等带来冲击，也会打击近几年发展的VoIP网络电话，比如Skype、Vonage等。
Google Voice在绑定的时候需要提供美国本地（Google博客中有人提及局部加拿大的区号也可以）的手机，座机或者Gizmo5的号码，而很多美国外用户可以使用Gizmo5提供的免费的虚拟号码转到Gtalk或者Skype上从而实现绑定。
2010年6月23日谷歌在公司官方博客上宣布，其电话管理应用软件Google Voice现在对所有美国人免费开放，不再要求用户受邀才能签约服务。

## 分析
不过美利坚大学Kogod商学院的资讯管理项目主任吉尔·克莱因教授分析，由于技术和本质上的不同，Google Voice在短期那还无法对这些公司造成影响，不过若Google持续扩展提供的服务与功能，则有可能对市场造成冲击。
克莱因说：“它（Google Voice）的确给在美国的传统手机电信商带来挑战，不过人们并不会因此就停止花大钱订购威讯、AT&T、Sprint Nextel，或T-Mobile等公司的服务，因为他们还是需要这些电话。那些网络电话，它们特别注重在国际电话服务上头，而Google Voice的国际电话也是要收费的。不过如果你是个非常依赖Google的人，使用Gmail、使用Google Voice、使用Google Talk等等，这些服务将会直接冲击网络电话公司。”不过克莱因教授也说，Google Voice对于个人用户或小公司的吸引力较大，大型企业用户则可能因为考虑业务机密或是公务和隐私的分际，而为之却步。克莱因教授说：“如果你有手机，又有家里电话，又有办公室电话，Google Voice能给你很大的控制权。不过当我们谈到大型的企业，就可能面临一些挑战，因为某些企业并不会希望员工将电话转接到Google Voice上头。但是对于小型企业或个体户而言，这是个很棒的机会，能够增加行动性，并且随时掌握来电。”

## Gmail整合Google Voice
2010年八月末，在Gmail下载插件后可以直接拨打 Google Voice。
在美国、加拿大和波多黎各地区拨打美国、加拿大和波多黎各电话免费，在其他地区则依各地區不同費率收費，詳細費率請參見Google Voice相關網頁。
用户也可以在Gmail中直接回复短信。